# Тэвонский университетский колледж
Тэвонский университетский колледж (новая романизация: Daewon Daehak, хангыль: 대원과학대학, ханча: 大元科學大學) — частное учебное заведение с техническим уклоном в Южной Корее. Располагается в городе Чечхон в провинции Чхунчхон-Пукто.
В колледже работают приблизительно 85 преподавателей, каждый год к учёбе допускают около 2000 студентов. Учебное заведение сотрудничает с корейским университетом Самъёнг. Основой философии колледжа является воспитание специалистов, разбирающихся в современных технологиях, обладающих способностями, соответствующими современным научным достижениям.

## Академия
Академические проекты в Тэвонском университетском колледже создаются подразделениями Разработки, Здоровья и Социального обустройства, Обустройства дома, Гуманитарных и Общественных наук, Искусств и Физкультуры. Большинство предложений делаются подразделением Разработки, которое включает области, такие как автомобилестроение и мультимедиа.

## История
Колледж был основан в 1995 году как колледж с двухгодичным курсом.
Начало колледжа положил, созданный в Корее 7 мая 1984 года, фонд «Школа». А через три года, 25 ноября 1987 года было выдано разрешение на основание Молодёжного Колледжа. Пятого декабря 1994 года завершилось строительство исследовательского центра и аудитории, а 6 марта 1995-го прошла первая церемония открытия колледжа. В это же время в должность первого Дина вступает Дже-Сун Юм. Строительство общежития завершилось лишь 24 апреля 1996 года.
Четырнадцатого июля 1997 года колледж вошёл в восьмёрку лучших колледжей Южной Кореи.
- 18 октября 1999 — колледж был переименован в Тэвонский научный колледж.
- 14 июня 2002 — произошло торжественное мероприятие по случаю закладки фундамента главного здания и второго общежития.
- 29 ноября 2007 — была подписана программа совместных работ с британским Брадфордским колледжем.
- 15 декабря 2008 — переименование в Тэвонский университетский колледж.
- 14 февраля 2010 — открытие строящегося китайского головного офиса в Пекине.